# Clarissa Tami
Clarissa Tami (Locarno, 11 gennaio 1983) è una conduttrice televisiva, conduttrice radiofonica e attrice svizzera.

## Biografia
Dopo un corso biennale alla Webber Douglas Academy of Dramatic Art a Londra (2000-2001), inizia la sua carriera nel 2001 collaborando con l'emittente radiofonica RSI Rete Tre. Successivamente, nel 2005, partecipa al concorso di Radio Deejay DeeJay ti vuole, arrivando al secondo posto e alla trasmissione della TSI Le vostre vacanze, nel ruolo di inviata esterna. Nel 2006, diretta dal regista Nick Rusconi, inizia la sua avventura come conduttrice unica di un game show "on the road": Cash. Rimarrà alla guida del programma fino al 2016. L'estate 2007 la vede protagonista, con Nicolò Casolini e Sergio Volpini, della striscia quotidiana Night metrò sul primo canale della TSI. Nello stesso anno si laurea in Filosofia applicata presso la Facoltà di Teologia di Lugano. Dalla stagione 2009-10 a quella 2017-18 conduce il quiz televisivo della fascia del mezzogiorno Molla l'osso su RSI LA1.
Accompagna il countdown della fine dell'anno 2014 con il programma I vostri auguri su RSI LA1. Nel 2015 commenta in diretta, assieme a Paolo Meneguzzi, la finale svizzera dell'Eurovision Song Contest. La selezione in ambito nazionale la vede in veste di commentatrice anche per gli anni 2016, 2017 e, nel 2018, assieme a Nicola Locarnini. Nell'estate del 2017 conduce, con Fabrizio Casati, Alta Fedeltà, un nuovo format a cadenza settimanale in prima serata su RSI LA1 incentrato su storie uniche di amicizia tra uomo e animale. La coppia prosegue anche nella stagione 2018 e 2019. Dal 2018 è madrina di "...Diversamente", rassegna no profit con associazioni del Canton Ticino che si occupano di autismo e disabilità in generale.
Per il quadriennio 2018-2022 le viene affidata la conduzione di Via col venti, quiz show d'intrattenimento in onda nell'access prime time di RSI LA1. È la protagonista femminile, nel ruolo della "sposa", del videoclip del brano Quel sorriso in volto del gruppo musicale pop rock italiano Modà, pubblicato nel giugno 2019. Le riprese del singolo, che segna il ritorno della band sulle scene dopo alcuni anni di assenza, avvengono il mese precedente nel deserto di Tabernas in Andalusia, Spagna. Per il consueto appuntamento di fine anno, il 31 dicembre 2019 conduce, insieme a Sebalter, Aspettando mezzanotte. La location del programma è presso una baita di montagna nei pressi di Olivone. A causa della pandemia di COVID-19, a marzo 2020 vengono interrotte le registrazioni di Via col venti. Passa alla conduzione delle ultime 6 puntate del quiz preserale di RSI LA1 Zerovero, in onda dal 20 al 27 marzo 2020, in sostituzione di Luca Mora temporaneamente convalescente.
Prosegue il suo impegno su RSI LA1, tra aprile e maggio del 2020, con lo speciale preserale Oggi è, in onda dal lunedì al venerdì in diretta come appendice del contenitore d'intrattenimento ed attualità Filo diretto. Un viaggio a ritroso nel tempo dagli anni '70 al primo decennio del 2000 attraverso racconti, filmati, immagini d’archivio, ospiti e l'intervento dei telespettatori tramite WhatsApp e le telefonate in studio. La sera di Santo Stefano 2020 è in co-conduzione di Uno per tutti, una nuova proposta di game show televisivo la cui struttura unisce tre quiz in onda nel palinsesto RSI (Via col Venti, Zerovero e Il Rompiscatole): la trasmissione si sviluppa in un'unica puntata insieme a Luca Mora e Fabrizio Casati, rispettivi conduttori degli altri due quiz. A fine febbraio 2022 affronta la prima serata del sabato sera con Fine mese, varietà televisivo a cadenza mensile in cui si tirano le somme del mese appena passato con ospiti VIP, il pubblico a casa, in studio e gli altri personaggi che faranno parte degli invitati al parterre del programma.
Per Progettoamore.ch, l'evento musicale benefico organizzato da Paolo Meneguzzi che si svolge a maggio 2022, Clarissa si alterna alla presentazione dei vari artisti, sul palco di Mendrisio, con Loris the voice, Riccardo Pellegrini, Rosy Nervi, Fabrizio Casati e Mauro Marchese.
Nella seconda metà del 2023 dà il via a un nuovo progetto televisivo e radiofonico attraverso un'immersione nel mondo del volontariato. L'incontro e la presentazione al pubblico di associazioni coinvolte nel sociale in Ticino avviene attraverso la prima stagione di Diamoci una mano con 11 puntate da 9 minuti nel preserale su RSI LA1 e 6 puntate radiofoniche in co-conduzione con Mirko Bordoli il sabato mattina su RSI Rete Uno.
Nel 2024 continua l'attività radiofonica con la trasmissione Quarto pilastro come autrice/inviata sul campo a scovare persone della terza età che han voglia di raccontarsi nelle loro molteplici attività e interessi, una volta terminata la parentesi lavorativa. In co-conduzione con Enrica Alberti, Mirko Bordoli e Sarah Tognola. Sempre nel 2024 partecipa, come ignara ospite a sorpresa del ballerino Capitan Zanzibar, al BMR SHOW di Innovacomix, definendolo “adorabile”.
Il filone intrapreso nel dare voce alle associazioni di volontariato con Diamoci una mano prosegue in radio nel 2024 e 2025, prendendo il timone della scrittura e della conduzione in solitaria del programma.
Nella pausa pranzo del periodo estivo 2025 raccoglie storie e anedotti di alcuni dei personaggi noti del Ticino nel programma La schiscetta in onda su RSI Rete Uno: "dal piatto alla vita, ogni schiscetta ha un racconto unico da offrire".

### Eurovision Song Contest
Nel maggio del 2012 è all'Eurovision Song Contest a Baku, Azerbaijan, in veste di commentatrice per la RSI assieme a Paolo Meneguzzi (commenta la prima semifinale e la finale). Seguirà le edizioni 2015 a Vienna (commenta la prima semifinale e la finale), 2016 a Stoccolma (commenta la seconda semifinale e, assieme a Michele "Cerno" Carobbio, la finale), 2017 a Kiev (commenta prima semifinale e, assieme a Sebalter, la finale), 2018 a Lisbona (commenta la seconda semifinale e, assieme a Sebalter, la finale) e 2019 a Tel Aviv (commenta la seconda semifinale e, assieme a Sebalter, la finale).
Nel 2020, a causa della pandemia di COVID-19, la finale prevista a Rotterdam viene sostituita dal programma televisivo Eurovision: Europe Shine a Light. Clarissa commenta l'evento da studio insieme a Sebalter. L'edizione 2021 si svolge a Rotterdam, ma il commento della prima semifinale (solo in streaming web), della seconda e della finale (con Sebalter) avviene dallo studio di Comano a causa delle limitazioni previste dalla pandemia ancora in atto.
Torino ospita l'edizione 2022: Clarissa commenta la prima semifinale con Francesca Margiotta e la seconda semifinale assieme a Boris Piffaretti. La finale vede tutti e tre i conduttori riuniti.

### Festa nazionale svizzera
Intorno al fuoco, tra le alture di S. Bernardino, inizia l'avventura di Clarissa alla conduzione della Festa nazionale svizzera nell'edizione del 2010, accompagnata dai rappresentanti delle altre unità aziendali SSR SRG: Sven Epiney, Jean-Marc Richard e Otmar Seiler. La valle di Blenio la accoglie per l'edizione del 2013 nella conduzione di Per monti e valli (con Jean-Marc Richard, Maria Victoria Haas e Sven Epiney).
Per il compleanno della Confederazione, Clarissa continua a rappresentare la Svizzera italiana anche negli anni successivi: nel 2014 a Zernez in occasione dei 100 anni del Parco Nazionale Svizzero (con Sven Epiney, Jean-Marc Richard e Otmar Seiler), nel 2015 ad Älggi-Alp, il centro geografico della Svizzera (con Jean-Marc Richard, Maria Victoria Haas e Sven Epiney), nel 2016 a Berna (con Jean-Marc Richard, Maria Victoria Haas e Sven Epiney), nel 2017 a Locarno (con Katia Hess, Maria Victoria Haas e Sven Epiney) e nel 2018 in varie località delle Alpi svizzere per il 75º anniversario del SAB, il Gruppo svizzero per le regioni di montagna (con Jean-Marc Richard, Annina Campell e Sven Epiney).
L'edizione 2019 si apre e si chiude con una diretta da Vevey in occasione della Fête des Vignerons; assieme a Clarissa i colleghi Corina Schmed, Jean-Marc Richard e Sven Epiney. Nel 2020 è il Lago di Lugano a fare da cornice alla trasmissione televisiva proposta da tutti i canali TV SSR per la Festa Nazionale: una scelta che vuole ricordare e omaggiare quanto fatto dal Canton Ticino per affrontare il COVID-19. I presentatori sono i medesimi del 2019. La stessa squadra alla conduzione in una location d'eccezione nel 2021: la casa di Charlie Chaplin a Corsier-sur-Vevey. Ospiti dell'evento Eugène Chaplin, uno dei figli, e Guy Parmelin, presidente della Confederazione elvetica.

## Vita privata

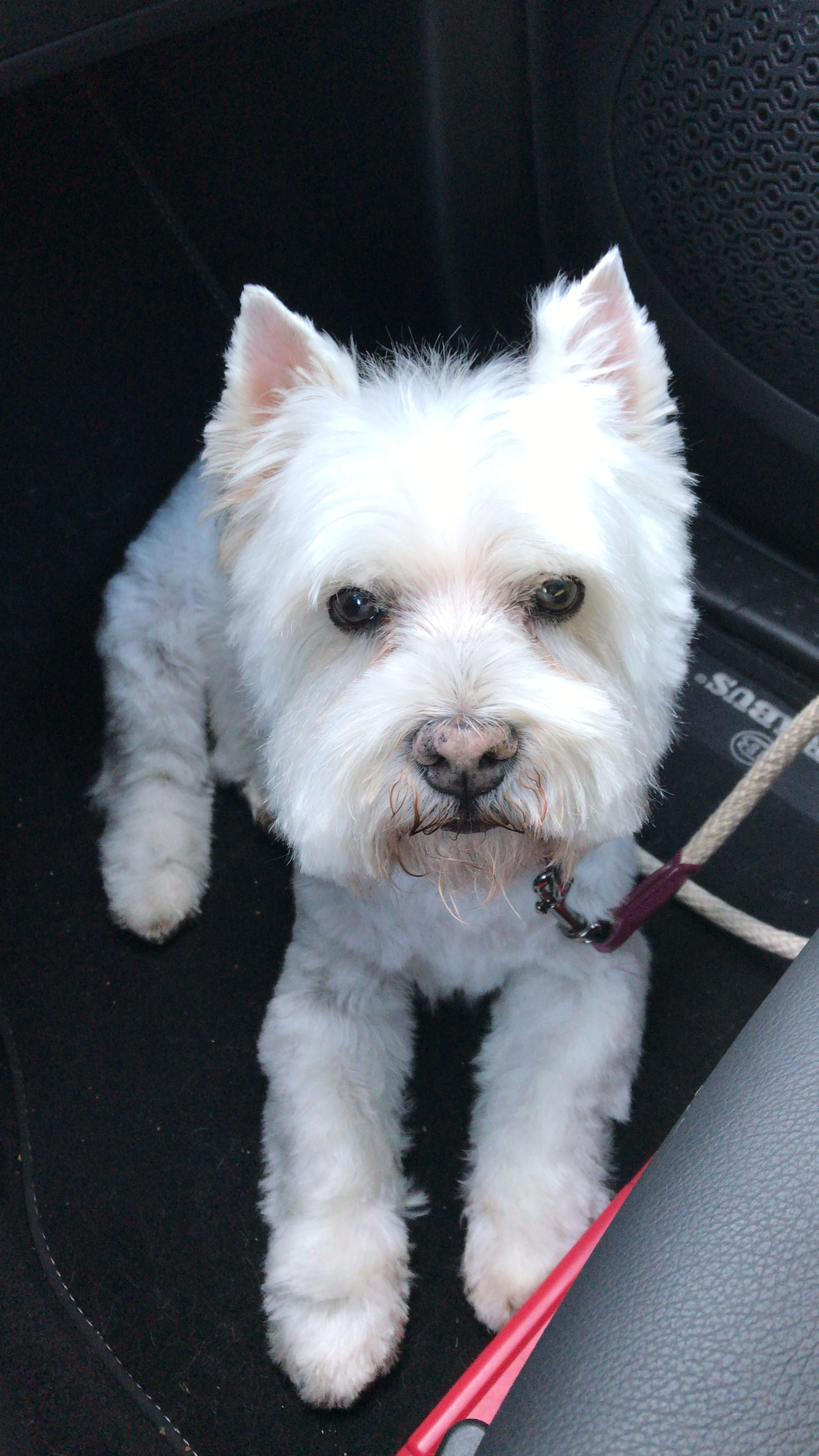
Clio, la compagna di vita e di lavoro di Clarissa Tami

Per sedici anni e mezzo Clio, una West Highland white terrier, è stata compagna di vita e di lavoro di Clarissa: una presenza fissa in tutte le puntate di Cash, Molla l'osso e Alta fedeltà.

## Carriera

### Cinema
- Jump, regia di Bindu de Stoppani (2012)

### Videoclip
- Merrengi Boum (2004)
- Karma Krew ft. Martina - Listen, regia di Manu D. (2017)
- Modà - Quel sorriso in volto, regia di Matteo Alberti e Fabrizio De Matteis (2019)

### Programmi televisivi
- Le vostre vacanze (TSI 1, 2005)
- Cash (TSI 1 - RSI LA1, 2006-2016)
- Night metrò (TSI 1, 2007)
- Molla l'osso (RSI LA1, 2009-2017)
- Festa nazionale svizzera 2010 (RSI LA1, 2010)
- Eurovision Song Contest 2012 (RSI LA2 - RSI LA1, 2012)
- Per monti e valli - Festa nazionale svizzera 2013 (RSI LA1, 2013)
- Festa nazionale svizzera 2014 (RSI LA1, 2014)
- I vostri auguri (RSI LA1, 2014)
- Die Große Entscheidungsshow 2015 (RSI LA2, 2015)
- Eurovision Song Contest 2015 (RSI LA2 - RSI LA1, 2015)
- Per monti e valli - Festa nazionale svizzera 2015 (RSI LA1, 2015)
- Buon anno 2016 (RSI LA1, 2015)
- Die Große Entscheidungsshow 2016 (RSI LA2, 2016)
- Eurovision Song Contest 2016 (RSI LA2 - RSI LA1, 2016)
- Per monti e valli - Festa nazionale svizzera 2016 (RSI LA1, 2016)
- Auguri in riva al lago (RSI LA1, 2016)
- Die Große Entscheidungsshow 2017 (RSI LA2, 2017)
- Eurovision Song Contest 2017 (RSI LA2 - RSI LA1, 2017)
- Alta fedeltà (RSI LA1, 2017-2019)
- Per monti e valli - Festa nazionale svizzera 2017 (RSI LA1, 2017)
- Die Große Entscheidungsshow 2018 (RSI LA2, 2018)
- Eurovision Song Contest 2018 (RSI LA2 - RSI LA1, 2018)
- Per monti e valli - Festa nazionale svizzera 2018 (RSI LA1, 2018)
- Via col venti (RSI LA1, 2018-2022)
- Eurovision Song Contest 2019 (RSI LA2 - RSI LA1, 2019)
- Per monti e valli - Festa nazionale svizzera 2019 (RSI LA1, 2019)
- Aspettando mezzanotte (RSI LA1, 2019)
- Zerovero (RSI LA1, 2020)
- Filo diretto "Oggi è" (RSI LA1, 2020)
- Eurovision: Europe Shine a Light (RSI LA2, 2020)
- Tutti sulla stessa barca: dal Lago Ceresio - Festa nazionale svizzera 2020 (RSI LA1, 2020)
- Uno per tutti (RSI LA1, 2020)
- Eurovision Song Contest 2021 (RSI LA2 - RSI LA1, 2021)
- Tutti a casa di Charlot - Festa nazionale svizzera 2021 (RSI LA1, 2021)
- Fine Mese (RSI LA1, 2022)
- Diamoci una mano (RSI LA1, 2023-2024)

### Radio
- Finale regionale svizzera dell'Eurovision Song Contest 2018 (RSI Rete Uno, 2018)
- Diamoci una mano (RSI Rete Uno, 2023-2025)
- Quarto pilastro (RSI Rete Uno, 2024)
- La schiscetta (RSI Rete Uno, 2025)

### Spettacoli
- Red Bull Flugtag (Locarno, 2006)
- Rabadan Got Talent (Bellinzona, 2013)
- Premio internazionale di letteratura - Città di Como, cerimonia finale (Como, 2016-2017)
- Risate in piazza (Lugano, 2017)
- 36ª Festa centrale dell’Associazione Svizzera dei Paraplegici (Lugano, 2018)
- Ticino gay pride (Lugano, 2018)
- Progettoamore.ch (Mendrisio, 2022)

### Discografia
- 1999 - Escape (Demo con i Reference 21)